# Le Sexe des anges
Pour les articles homonymes, voir Le Sexe des anges (homonymie).
Le Sexe des anges (titre original en italien : Le voci bianche) est une coproduction franco-italienne réalisée par Pasquale Festa Campanile et Massimo Franciosa, et sortie en 1964.

## Synopsis
Rome au XVIIIe siècle. Meo, l'aîné des enfants d'une famille pauvre, est contraint de remplacer son jeune frère destiné à une carrière de castrat. Il réussit, toutefois, à soudoyer le chirurgien qui doit l'opérer. Sa situation de faux-« chanteur féminin » lui permet de fréquenter en toute quiétude de nombreuses épouses romaines... Or, un jour, à l'occasion d'une tournée musicale, il rencontre son ancienne fiancée, Teresa. Celle-ci découvre le mensonge de Meo et lui prépare, avec la collaboration de son vieil époux, le prince Savello, une vengeance humiliante...

## Fiche technique
- Titre du film : Le Sexe des anges
- Titre original : Le voci bianche
- Réalisation : Pasquale Festa Campanile, Massimo Franciosa
- Scénario : P. Festa Campanile, M. Franciosa, Luigi Magni
- Photographie : Ennio Guarnieri - Technicolor
- Décors et costumes : Pier Luigi Pizzi
- Musique : Gino Marinuzzi Jr
- Montage : Ruggero Mastroianni
- Production : Franca Film - Cinematografica Federiz, Rome - Francoriz, Paris.
- Durée : 100 minutes
- Pays d'origine :  Italie/ France
- Sortie en Italie : 13/08/1964
- Sortie en France : 25/08/1965

## Distribution
- Paolo Ferrari : Meo
- Sandra Milo : Donna Carolina
- Anouk Aimée : Lorenza
- Vittorio Caprioli : Matteuccio
- Claudio Gora : Marchionne
- Graziella Granata : Teresa
- Philippe Leroy : le prince Ascanio
- Jacqueline Sassard : Eugenia
- Barbara Steele : Giulia
- Leopoldo Trieste : Oranoprobbi
- Jean Tissier : le prince Savello
- Jeanne Valérie : Maria

## Autour du film
- Le tandem Pasquale Festa Campanile-Massimo Franciosa - scénaristes de Luchino Visconti (Rocco et ses frères, Le Guépard) et de Mauro Bolognini (La Viaccia) - « construisent avec Le voci bianche une splendide satire du dix-huitième siècle » (Lorenzo Codelli). « Originalité du sujet, profusion de l'invention scénaristique, extrême liberté de ton qui évoque Boccace, Machiavel et plus encore Suétone, ces différentes qualités sont mises au service d'une reconstitution non-conformiste d'un siècle libertin et féroce. » [1].
- Cependant, les auteurs du film ont également souhaité que leur « histoire soit une allégorie de ce qui se passe encore aujourd'hui (c'est-à-dire à l'époque contemporaine). (...) il existe encore des tortures volontaires auxquelles nous nous plions pour obtenir le succès dans la vie, pour faire bonne figure, pour être conformistes, pour notre carrière, en vertu de l'émulation ou tout simplement de l'envie. D'une certaine manière, chacun d'entre nous doit faire le soprano et dissimuler sa conscience et sa dignité. »[2].